# Tumblin' dice
『tumblin' dice』（タンブリン・ダイス）は、日本の女性歌手、華原朋美の11枚目のシングル。ワーナーミュージック・ジャパン移籍第1弾シングルで、小室哲哉プロデュースによる楽曲である。

## 解説
- 1998年6月17日にリリース。本人出演の「桃の天然水」CMソング。
- ORUMOK RECORDS（パイオニアLDC）からワーナーミュージック・ジャパンへの移籍第一弾シングル。
- 前作シングルカットの『YOU DON'T GIVE UP』から約2か月、新曲としては『たのしく たのしく やさしくね』から9か月でのシングル。
- オリコン初登場2位[1]。
- 小室哲哉曰く「ワーナーミュージックに移籍第1弾ということで心機一転というイメージはかなり強く打ち出した。直近はずっとアルバムからのシングルカットが続き、じっくりと曲を聴かせてきたので、アクティブな朋ちゃんという部分を抑えてきた。今回は久々にデビュー当初を彷彿とさせるような第二期というような感じで、かなりアクティブな作品に仕上げた」という。
- PVは赤いサイコロの中のソファーで歌っているという凝った作品であるが、いまだこの映像は商品化されていない。
- 歌詞のモチーフは「すうじのうた」から引用している[2]。
- 「tumblin' dice」とは「ダイス（サイコロ）を転がせ」という意味で、「いちかばちか勝負に出てみろよ」という意味がこめられている（『速報!歌の大辞テン』より）。
- アルバム「Nine cubes」では1番の歌い直しが行われており、よりロック色が強くなっている。

## 収録曲
作詞・作曲・編曲・ミキシング：小室哲哉
1. tumblin' dice [Original TK Mix]
2. tumblin' dice [TK up date remix]
  - リミックス：小室哲哉
  - Additional Programming：村上章久
3. tumblin' dice [Instrumental]

## 楽曲の収録アルバム
- - 3rdアルバム「nine cubes」

tumblin' dice [album version]

ベスト・アルバム
- 「Natural Breeze 〜KAHALA BEST 1998-2002〜」
tumblin' dice [Original TK Mix]
- 「Super Best Singles 〜10th Anniversary〜」
tumblin' dice [Original TK Mix]
- 「ALL TIME SINGLES BEST」
tumblin' dice [Original TK Mix]